# Chamene
Chamene (pers. خامنه) – miasto w Iranie, w ostanie Azerbejdżan Wschodni. W 2006 roku miasto liczyło 2750 mieszkańców w 827 rodzinach.